# Vukovarsko lutkarsko proljeće
Vukovarsko lutkarsko proljeće je hrvatska kulturna manifestacija. Tradicionalni je susret hrvatskih lutkarskih kazališta, a gostuju i lutkarska kazališta iz susjednih država. 
Održava se jednom godišnje, u ožujku. Održava se od 1996. godine, a pod pokroviteljskom hrvatskog ogranka UNIMA-e, svjetske organizacije koja promiče lutkarstvo u svijetu.
Organizira ga kazališna družina Asser Savus.
Mjesta održavanja su: Vukovar, Vinkovci, Babina Greda, Bošnjaci, Drenovci, Ilok, Ivankovo, Lovas, Mala Terezija, Nijemci, Nuštar, Orašje, Otok, Retkovci, Stari Mikanovci, Tovarnik, Županja.
Za trajanja ovog susreta se po naseljima Vukovarsko-srijemske županije odigra mnoštvo lutkarskih predstava. Osim predstava, na programu su i ini događaji posvećeni lutkarskom kazalištu: lutkarske radionice, izložbe, promocije itd.
Na ovoj se lutkarskoj manifestaciji dodjeljuju i nagrade zaslužnim osobama i ustanovama.
- 1996.:
- 1997.:
- 1998.:
- 1999.:
- 2000.:
- 2001.:
- 2002.:
- 2003.:
- 2004.:
- 2005.:
- 2006.:
- 2007.:
- 2008.:

- Milena Dundov, Povelju za životno djelo za doprinos glumačkoj umjetnosti hrvatskog lutkarstva

- Zlatko Bourek, Povelja za životno djelo za doprinos umjetnosti hrvatskog lutkarstva
- 2009.:
- 2010.: